# Roger Taylor (tennisspelare)
Roger Taylor, född 14 oktober 1941 i Sheffield, England, brittisk vänsterhänt tidigare professionell tennisspelare.

## Tenniskarriären
Roger Taylor är bekant som en av the Handsome Eight, det vill säga en av de åtta tennisspelare som 1967 tecknade proffskontrakt med den av Lamar Hunt nystartade WCT-organisationen. Som proffs vann han under perioden 1971-75 sex singeltitlar och spelade ytterligare sju finaler. Som bäst rankades han på 11:e plats i singel (september 1973). Han vann åtta dubbeltitlar under perioden 1970-77, varav två i Grand Slam-turnering US Open.
Redan som amatörspelare nådde Taylor 1967 semifinalen i Wimbledonmästerskapen, efter att ha besegrat spelare som Ray Ruffels. År 1970, då som proffs, nådde han åter semifinalen via segrar över bland andra Rod Laver och Clark Graebner. 
I 1973 års upplaga av Wimbledon var han ursprungligen seedad som nummer 16. På grund av en kontrovers med ITF beslöt flera spelare att bojkotta turneringen, varvid Taylor fick en ny seedning som nummer 3. I kvartsfinalen mötte han och besegrade debuterande svensken Björn Borg i en mycket spännande 5-setsmatch. I semifinalen förlorade Taylor sedan mot blivande slutsegraren, tjecken Jan Kodeš (Kodeš vann med 7-9, 9-7, 5-7, 6-4, 7-5).    
Taylors främsta meriter är dubbeltitlarna i US Open. Tillsammans med australiern John Newcombe vann han titeln 1971 genom finalseger över paret Stan Smith/Erik van Dillen (6-7, 6-3, 7-6, 4-6, 7-6). Han försvarade sin titel framgångsrikt året därpå, den gången tillsammans med Cliff Drysdale. I finalen besegrade de båda Rod Laver/Ken Rosewall (7-5, 2-6, 7-5, 7-5).   
Roger Taylor deltog i det brittiska Davis Cup-laget 1964-67 och 1973-76. Han spelade totalt 40 matcher och vann 29 av dessa.

## Grand Slam-titlar
- US Open
  - Dubbel - 1971 (med John Newcombe), 1972 (med Cliff Drysdale)

## Övriga professionella titlar
- Singel
  - 1971 - Palermo
  - 1972 - Merion
  - 1973 - Köpenhamn WCT, Newport
  - 1975 - Fairfield, Roanoke
- Dubbel 
  - 1977 - Kitzbuhel
  - 1973 - Vancouver WCT
  - 1972 - Cleveland WCT
  - 1971 - Newport
  - 1970 - Gstaad, Monte Carlo.